# 피아노 협주곡 (그리그)
피아노 협주곡 가단조 Op.16은 그리그가 작곡한 소나타 형식의 피아노 협주곡으로 노르웨이풍의 서정과 리스트풍의 화려한 연주회 효과가 3악 중에 교묘하게 어울린다. 그리그를 낳은 베르겐 항구 근처는 비외른손의 소설에도 묘사되어 있듯이 암석이 많은 황량한 산악이 피요르드의 해안 가까이까지 뻗치고 있으나 그러한 풍토나 짙은 조수의 내음, 또 안개가 많은 노르웨이의 기후가 낳은 환괴적(幻怪的)인 옛이야기 같은 분위기 등에 그리그가 강하게 이끌려 있던 것을 이야기하는 명곡이다.

## 연주시간
- 약 31분